# Alexei Markov
Alexei Mikhailovich Markov (em russo:  Алексей Михайлович Марков; nascido em 26 de maio de 1979) é um ex-ciclista russo. Se tornou profissional em 1998 e competia em provas tanto de pista, quanto de estrada.
Conquistou três medalhas nos Jogos Olímpicos em diferentes provas e edições. Também ganhou quatro medalhas no campeonato mundial de ciclismo de pista da UCI, e diversas provas da Copa do Mundo.